# Micropholcommatidae
Los microfolcommátidos (Micropholcommatidae) son una familia de arañas araneomorfas, que forman parte de la superfamilia Archaeoidea, junto a Pararchaeidae, Archaeidae, Mecysmaucheniidae Micropholcommatidae y Holarchaeidae.

## Distribución
Son géneros endémicos de Nueva Zelanda y Australia, con la excepción de dos géneros, Teutoniella y Tricellina, que se han encontrado a Sur América, Chile y Brasil.

## Sistemática
Con la información recogida hasta el 31 de diciembre de 2011, esta familia cuenta con 66 especies descritas comprendidas en 19 géneros:
- Algidiella Rix & Harvey, 2010
- Austropholcomma Rix & Harvey, 2010
- Eperiella Rix & Harvey, 2010
- Epipastrina Rix & Harvey, 2010
- Eterosonycha Butler, 1932
- Guiniella Rix & Harvey, 2010
- Micropholcomma Crosby & Bishop, 1927
- Normplatnicka Rix & Harvey, 2010
- Olgania Hickman, 1979
- Patelliella Rix & Harvey, 2010
- Pua Forster, 1959
- Raveniella Rix & Harvey, 2010
- Rayforstia Rix & Harvey, 2010
- Taliniella Rix & Harvey, 2010
- Teutoniella Brignoli, 1981
- Textricella Hickman, 1945
- Tricellina Forster & Platnick, 1989
- Tinytrella Rix & Harvey, 2010